# Fëdor Andrianovič Poletaev

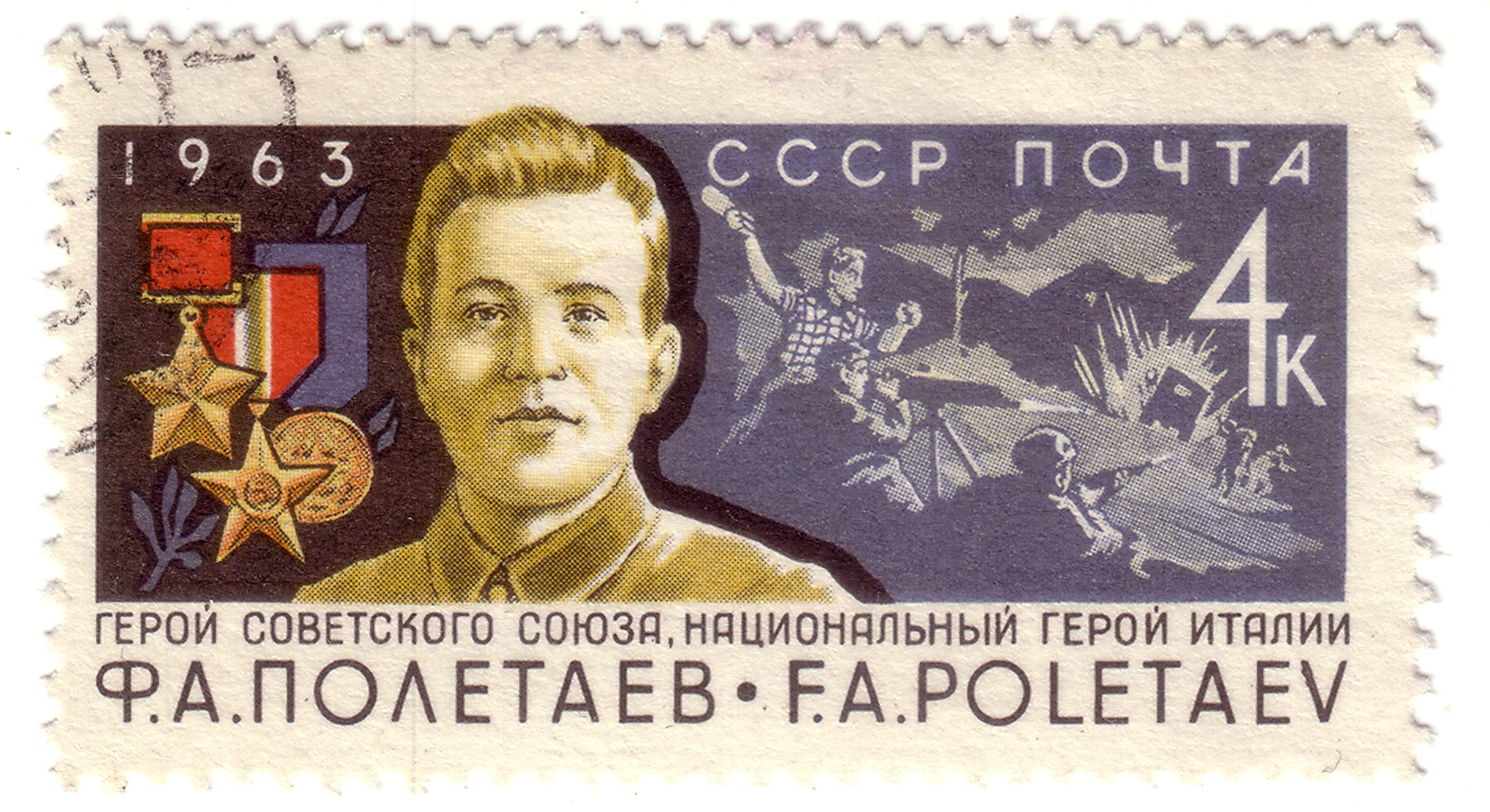
Francobollo dell'Unione Sovietica dedicato a Fëdor Poletaev

Fëdor Andrianovič Poletaev (in russo Фёдор Андриа́нович Полета́ев?; Rjazan', 14 maggio 1909 – Cantalupo Ligure, 2 febbraio 1945) è stato un partigiano sovietico che combatté in Italia.

## Biografia
Nato a Katino, nell'Oblast' di Rjazan', figlio di agricoltori, divenne operaio e poi fu richiamato nell'esercito nel 1931 e arruolato nel Reggimento di artiglieria divisionale nella Divisione Fucilieri di Mosca dell'Armata Rossa. Nel 1933 venne congedato, poi sposò una coetanea e ebbe tre figli e tornò alla vita di operaio in un kolchoz dove era addetto alle macchine agricole.
Nel 1939 a causa dello scoppio della Seconda guerra mondiale venne richiamato a combattere nell'Armata Rossa nel 280 Reggimento artiglieria della 780 Divisione Fucilieri che cambiarono nome in 90 Divisione "Fucilieri della Guardia" con il decreto del Commissario del popolo del 26 novembre 1941 dove raggiunse il grado di sergente dell'Armata Rossa. Nel giugno del 1942 venne catturato dai tedeschi e portato nel lager di Vjaz'ma. Di qui fu portato a Perticev, poi nella Polonia occupata e infine venne trasferito in Italia.
Nel luglio del 1944, mentre era internato in un campo di concentramento nei pressi di Tortona, contattò alcuni esponenti della Resistenza e fuggì con altri prigionieri sovietici dal campo di prigionia, raggiunse i partigiani sull'Appennino ligure e venne incorporato nel Distaccamento B. I. R. S. (Banda italo russa di sabotaggio) che faceva parte della 798 Brigata "A. Mazzarello". Nel mese di ottobre, su ordine del VI Comando di Zona, per esigenze tattiche, la Brigata fu sciolta e andò a combattere nella 58ª Brigata "Oreste" della Divisione Garibaldi "Cichero". L'8 ottobre 1944, su ordine del comando della Brigata, "Pinan" lasciò e andò a combattere nel nuovo Distaccamento" Nino Franchi".

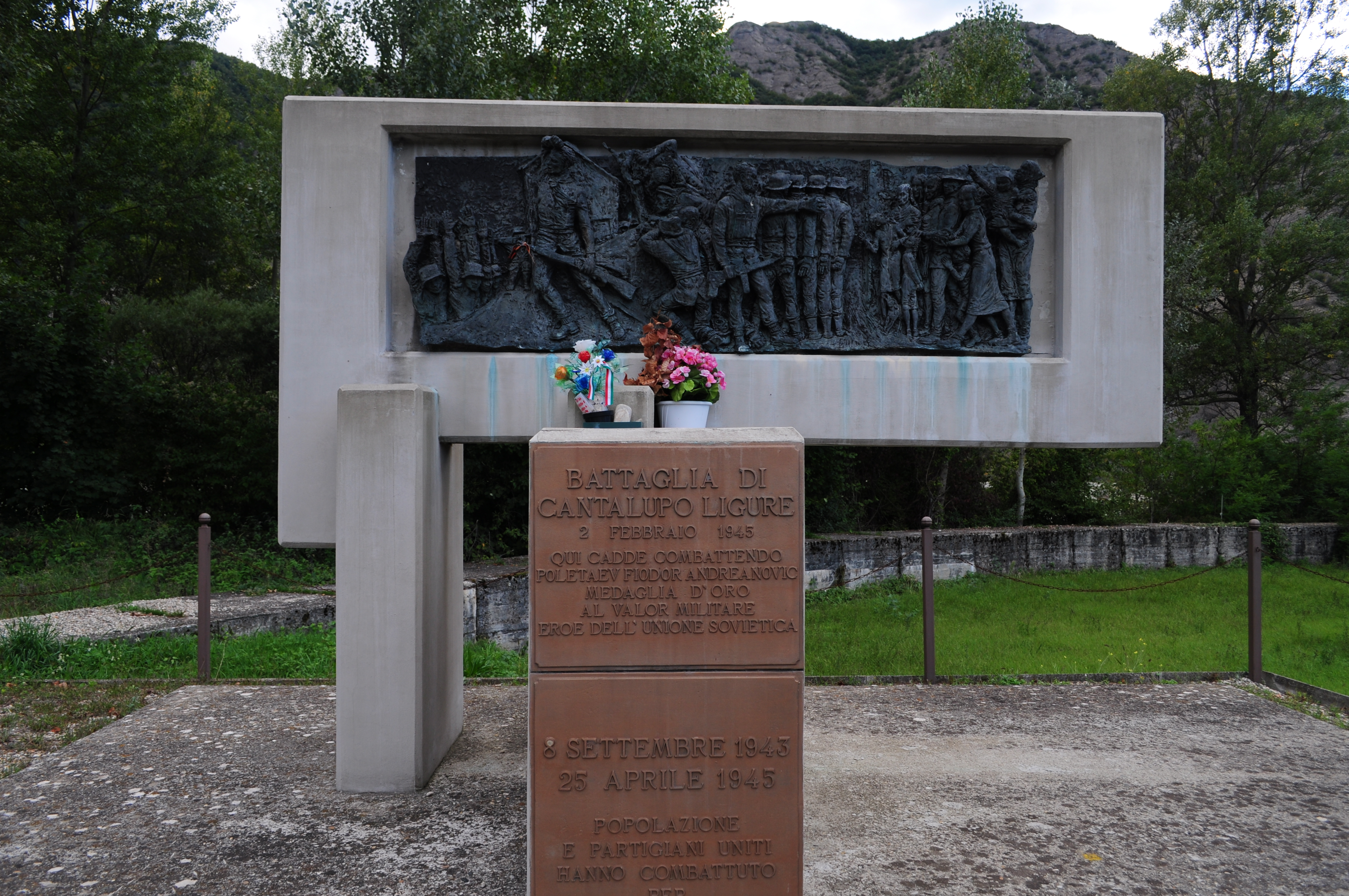
Monumento a Fëdor a Cantalupo Ligure, luogo dove perse la vita in combattimento, il 2 febbraio 1945

Il 27 ottobre 1944 il suo distaccamento prese posizione a Roccaforte Ligure in val Borbera. Poco dopo si trasformò in Battaglione e si spostò a ridosso delle Gole di Pertuso, sempre in Val Borbera. Nel paese di Lemmi si recò il nuovo Distaccamento "Peter" del battaglione "Franchi". Dopo aver superato i rastrellamenti nazifascisti dell'inverno 1944-1945, venne ucciso nella Battaglia di Cantalupo il 2 febbraio 1945 mentre stava proteggendo il momentaneo arretramento di alcuni compagni. Il combattimento fu comunque vinto dalle forze partigiane.
Fëdor ricevette la medaglia di Eroe dell'Unione Sovietica ed è fra i pochissimi casi in Italia di stranieri cui venne conferita la medaglia d'oro al valor militare. Altri tre partigiani sovietici sono stati decorati postumi con la medaglia d'oro al valore militare: Nikolaj Bujanov, che combatté vicino ad Arezzo, Pore Mosulishvili, caduto nei pressi di Novara e Daniil Avdeev, (il capitano Daniele), comandante di un battaglione di partigiani, ucciso in Friuli. Avdeev aveva riunito in un'unica brigata i sovietici scappati ai nazifascisti e l'aveva posta sotto comando della direzione delle Brigate Garibaldi in Friuli.
I russi che combatterono nella resistenza italiana furono più di 5000 (circa 5500: nota fuori citazione) di cui 717 in Piemonte, per lo più nelle province di Torino, Cuneo, Novara..
Poletaev è sepolto a Genova nel cimitero di Staglieno.

## Le commemorazioni dopo la morte
Nel 1945 venne eretto un cippo per Fëdor a San Nazzaro di Albera Ligure. Nel maggio del 1945 alcuni ex comandanti partigiani si riunirono a Serravalle Scrivia  per adempiere all'incarico burocratico di formulare nuove proposte per l'assegnazione dei riconoscimenti al valore. Per i caduti fu proposta la medaglia d'oro al valor militare alla memoria, per i protagonisti dei più importanti fatti d'armi che non erano caduti fu proposta la medaglia d'argento al valor militare. Quindi per Fëdor fu proposto la medaglia d'oro al valor militare alla memoria. Ma il cognome venne letto male da un manoscritto e da Poletaev venne storpiato in Poetaev, cosa che rese difficile rintracciare la famiglia del caduto.
Nel 1957 però Giovanni Serbandini, ex compagno di Fëdor e direttore dell'edizione genovese de l'Unità, a causa delle precarie condizioni di salute andò a curarsi in Unione Sovietica, a Mosca. Durante la cura conobbe Sergej Smirnov, direttore della Literaturnaja Gazeta e collaboratore della televisione di stato sovietica e gli parlò di questo sconosciuto partigiano sovietico che aveva combattuto in Italia. Smirnov diffuse la notizia per cercare la famiglia del caduto, che dopo qualche tempo fu rintracciata. Invitata a Genova, la famiglia giunse in Italia il 2 febbraio 1963, accompagnata dall'ambasciatore sovietico in Italia Korizev e accolta dal sindaco di Genova Pertusio, che dedicò a Fëdor una piccola via, Via Fiodor, a Genova tra Corso Aurelio Saffi e Via Corsica, nei pressi della Fiera di Genova, nel quartiere di Carignano.
A partire da quell'anno, accolti dal sindaco di Cantalupo Ligure (allora Quaglia), vennero a rendere omaggio al cippo eretto a San Nazzaro di Cantalupo Ligure delegazioni sovietiche composte dal console sovietico a Genova e dall'addetto militare sovietico a Roma. A Rjazan' fu elevato un monumento in suo onore, gli venne conferita la medaglia di Eroe dell'Unione Sovietica e il governo sovietico chiamò col suo nome una petroliera costruita nei cantieri navali Ansaldo di Genova. Nel 1978 il sindaco di Cantalupo Ligure, Carniglia, con l'aiuto di un comandante partigiano fece elevare un monumento a Fëdor a Cantalupo Ligure commissionando il lavoro allo scultore e partigiano Nicola Neonato. Inoltre, il regista sovietico Ivan Panov fece un documentario sulla sua vita che vinse il Festival di Dresda.
Il progetto del monumento stesso è opera dell'architetto Piero Teseo Sassi di Alessandria.

## Onorificenze
Presidente del Presidium del Soviet Supremo L. Brežnev